# Ischnus curvimaculatus
Ischnus curvimaculatus là một loài tò vò trong họ Ichneumonidae.